# مرکز ورزش‌های المپیک چونگ‌کینگ
مرکز ورزش‌های المپیک چونگ‌کینگ، یک ورزشگاه فوتبال در شهر چونگ‌کینگ چین می‌باشد.

این ورزشگاه میزبان بازی‌های خانگی باشگاه فوتبال چونگ‌کینگ دنگ‌دای لیفان در رقابت‌های سوپر لیگ فوتبال چین است. گنجایش این ورزشگاه ۵۸٬۶۸۰ هزار نفراست. این ورزشگاه در سال ۲۰۰۴ ساخته شد. این ورزشگاه میزبان جام ملت‌های آسیا ۲۰۰۴ بود.